# جان موتا
جان موتا أوليفيرا دي سوسا (بالبرتغالية: Jean Mota Oliveira de Souza‏) (15 أكتوبر 1993 بساو باولو في البرازيل - ) هو لاعب كرة قدم برازيلي في مركز الدفاع. لعب مع جمعية بورتوغيزا الرياضية ونادي فورتاليزا.

## روابط خارجية
- جان موتا أوليفيرا دي سوسا على موقع الدوري الأمريكي (الإنجليزية)
- جان موتا أوليفيرا دي سوسا على موقع قاعدة بيانات كرة القدم.إي يو (الإنجليزية)
- جان موتا أوليفيرا دي سوسا على موقع Soccerway.com (الإنجليزية)